# الخوير (سلطنة عمان)
الخوير، أحد أحياء مسقط الراقية بسلطنة عمان، وهو أحد الأحياء الراقية التي شهدت توسعاً عمرانياً سريعاً وكبيراً. يتسم حي الخوير ببناياته العالية بخلاف غالبية أحياء مسقط، كما أن به حي السفارات وحي الوزارات.
أشهر المساجد الموجودة بحي الخوير هو مسجد الزواوي وجامع السلطان سعيد بن تيمور وجامع أبي القاسم والربيع بن حبيب الفراهيدي.